# Velódromo de Asgabade
O Velódromo do Complexo Desportivo de Asgabade (turcomeno: Welotrek Sport Toplumy) é um velódromo construído em Asgabade. Foi construído pela empresa de construção turca Polimeks para os Jogos Asiáticos de Artes Marciais e Internos de 2017. A pista tem 250 metros comprimento e 7,1 metros de largura. Os materiais de construção usaram tecido da Finlândia. A área total do prédio de cinco andares é de 61.000 m². O Rostrum acomoda até 6.000 espectadores, há loggia VIP e setor para imprensa. Entre as instalações de infraestrutura para atletas: sala de massagem, sauna, restaurante para 48 pessoas, 9 cafeterias em 447 localidades e 13 salas de jantar.

## História
A construção do velódromo começou em 2012 e foi concluída em 2014. O arquiteto é a empresa turca Polimeks, e a instalação em si foi planejada para ser construída para o AIMAG 2017 . Antes da construção, o desenho da estrutura mudou, em particular, os trilhos foram rebaixados abaixo do nível de entrada para uma melhor visibilidade. A ciclovia também inclui os escritórios da Federação Nacional de Ciclismo do Turcomenistão. Além disso, o prédio possui um museu do desportos e uma loja.
A ciclovia tem comprimento padrão de 250 metros e largura de 7,1 metros. Materiais da Finlândia foram usados para a construção da tela. A área total do prédio de cinco andares é de 61.000 m². As bancadas têm capacidade para 6 mil pessoas, contam com cubículos VIP e CIP e espaço para imprensa. Entre as instalações de infraestrutura: sala de massagem para atletas, sauna, restaurante com 48 lugares, 9 cafés com 447 lugares e 13 refeitórios.

## Eventos notáveis
No âmbito da AIMAG 2017, o concurso decorreu na ciclovia de 18 a 22 de setembro .
No final de 2018, soube-se que Asgabade sediou o Campeonato Mundial de Ciclismo de Pista 2021 da UCI, e o ciclismo de pista se tornará o tema principal da competição. O presidente da Union Cycliste Internationale, David Lappartient, chamou o Velódromo de Asgabade de "um dos mais bonitos do mundo" e observou que foi graças a essa estrutura que foi decidido conceder ao Turcomenistão o direito de sediar o Campeonato Mundial de Ciclismo em Pista de 2021.